# Ейґірд
Ейґірд (Пол. Eygird, Ejgierd, Eygierd) – шляхетський герб, різновид герба Абданк, має кілька варіацій.

## Опис герба
- Ейґірд І: У червоному полі на срібному мечі вістрям донизу із золотим руків'ям срібна лекавиця. Клейнод: три пера страуса.
- Ейґірд II: У червоному полі на срібній лекавиці срібний меч вістрям донизу із золотим руків'ям. Клейнод: три пера страуса.

Примітки:
- - Альфред Знамієровський в описі подає замість меча срібний хрест.
  - Річард Юржак в описі подає меч під лекавицею.

## Найбільш ранні згадки
Ян Ейґерд згаданий у записі староукраїнською мовою в XVI столітті (Eygerdowicz , Ейгерд), цитується в Литовській метриці WXL з 1528 року, інакше званій Реєстр Війська Великого Князівства Литовського з 1528 р., затверджений печаткою з гербом Ейґірд II. Повідомлення про рід і герб ми знайдемо в Гербовника польського шляхетсьва T. 3, написаної Северина Уруського, виданому в 1906 році.

## Роди
Ейґірди (Ejgird), Евґєрди (Eygird), Ейґєрди (Ejgierd), Ейґерди (Ejgerd).
- Примітка: Деякі прізвища звучать як Ejgiert, Ejgirt, Eygirt. Заміна букви "d" на "t" настала у деяких авторів в XIX столітті і вважається за помилку. Так само при заміні "d" на "t" в назві герба.

## Дивись також
- Сирокомля